# Z-ДНК

Структура Z-ДНК

Z-ДНК — одна из многих возможных структур двойной спирали ДНК, представляет собой левозакрученную двойную спираль (в отличие от правозакрученной, как наиболее распространённая форма В-ДНК). Z-ДНК является одной из трёх биологически активных двойных спиральных структур ДНК, наряду с А-ДНК и В-ДНК, хотя точные её функции к настоящему моменту не определены.

## История изучения
Левозакрученная ДНК впервые была открыта Робертом Уэллсом и коллегами при изучении полимера, образованного повторениями инозин-цитозина. Они наблюдали «обратный» круговой дихроизм в таких ДНК, из чего сделали верный вывод, что её цепи обвивают друг друга в направлении налево. Впоследствии была опубликована кристаллическая структура Z-ДНК, где в ходе рентгеноструктурного анализа выяснилось, что она является первым однокристаллическим фрагментом ДНК (самокомплементарный гексамер ДНК d(CG)3). Было установлено, что Z-ДНК представляет собой левозакрученную двойную спираль ДНК из двух антипараллельных цепей, соединённых связями между парами азотистых оснований. Эти работы были проведены Эндрю Уонг (англ. Andrew Wang), Александром Ричем и их сотрудниками в Массачусетском технологическом институте.
В 1970 году было показано, что наиболее распространённая B-форма ДНК может переходить в Z-форму. В этом эксперименте было продемонстрировано, что круговой дихроизм полимера (dG-dC) в ультрафиолетовых лучах при в растворе 4М NaCl менялся на строго противоположный. То, что при этом переходе В-форма перешла в Z-форму, было подтверждено результатами рамановской спектроскопии. Кристаллизация соединения В- и Z-ДНК, проведённая в 2005 году, дала лучшее понимание потенциальной роли, которую Z-ДНК играет в клетке. Везде, где есть сегменты форм Z-ДНК, должны быть также В-Z-соединения на их концах, связывающие Z-форму с B-формой, встречающейся во всём остальном геноме.
В 2007 году была описана РНК-версия Z-ДНК как трансформированная форма двойной правозакрученной спирали A-РНК в левозакрученную спираль. Переход от А-РНК в Z-РНК, тем не менее, был описан уже в 1984 году.

## Структура

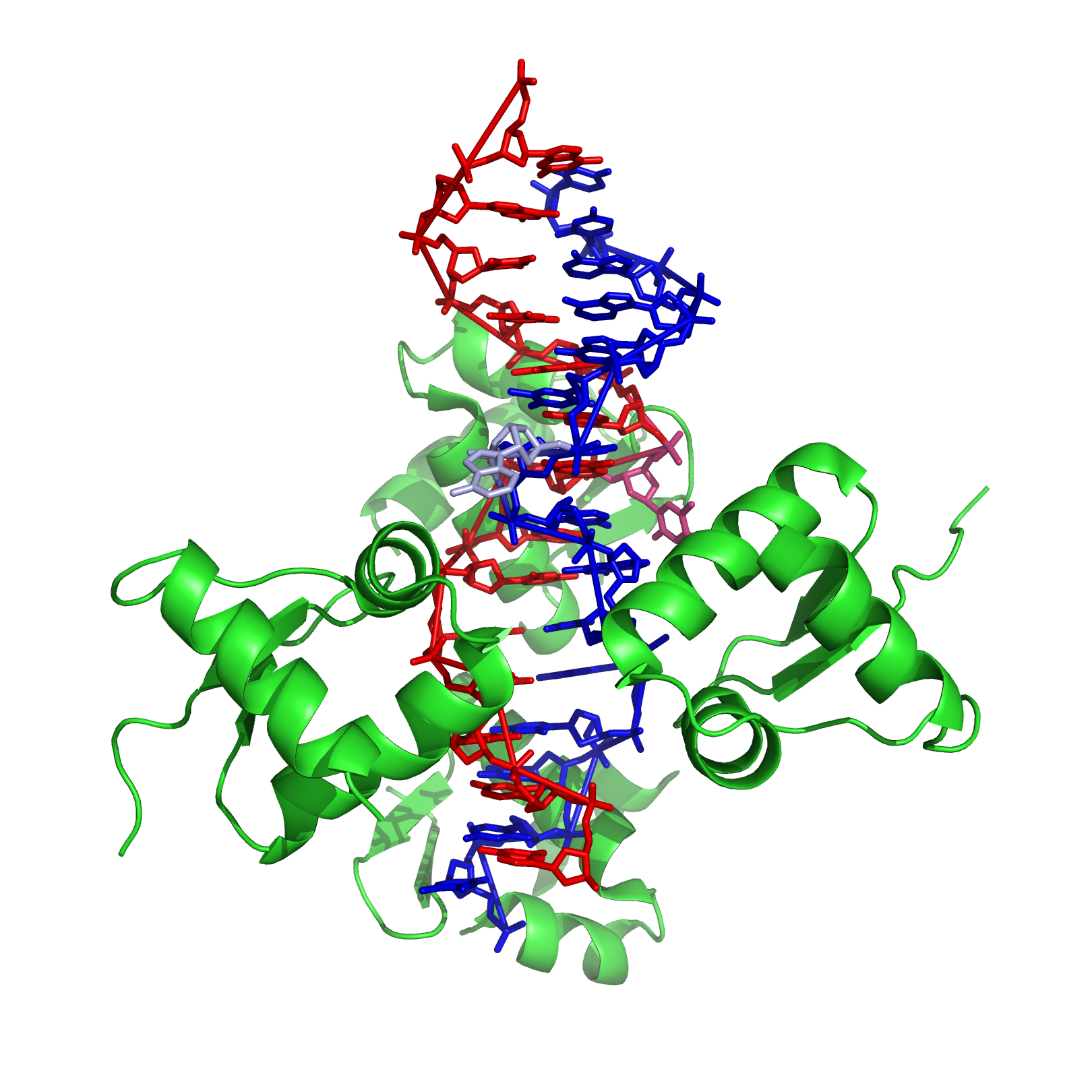
Соединение B- и Z-ДНК. Обратите внимание на два вытесненных основания, помеченных ярким цветом

Z-ДНК значительно отличается от правозакрученных форм. Z-ДНК — левозакрученная и имеет первичную структуру, повторяющуюся через каждые 2 пары оснований. На один поворот спирали приходится 12 пар оснований. В отличие от А- и В-ДНК, в Z-ДНК большая бороздка слабо различима, малая бороздка узкая и глубокая. Вообще, структура Z-ДНК энергетически невыгодна, хотя некоторые условия могут активизировать её формирования, как то: чередующиеся пуриново-пиримидиновые последовательности (особенно поли(dGC)2), негативная сверхспирализация ДНК, высокое содержание солей и некоторые катионы (все при физиологической температуре — 37 °C и pH 7,3—7,4). Z-ДНК может соединяться с B-ДНК в структуру, приводящую к вытеснению пар оснований (см. рис.).

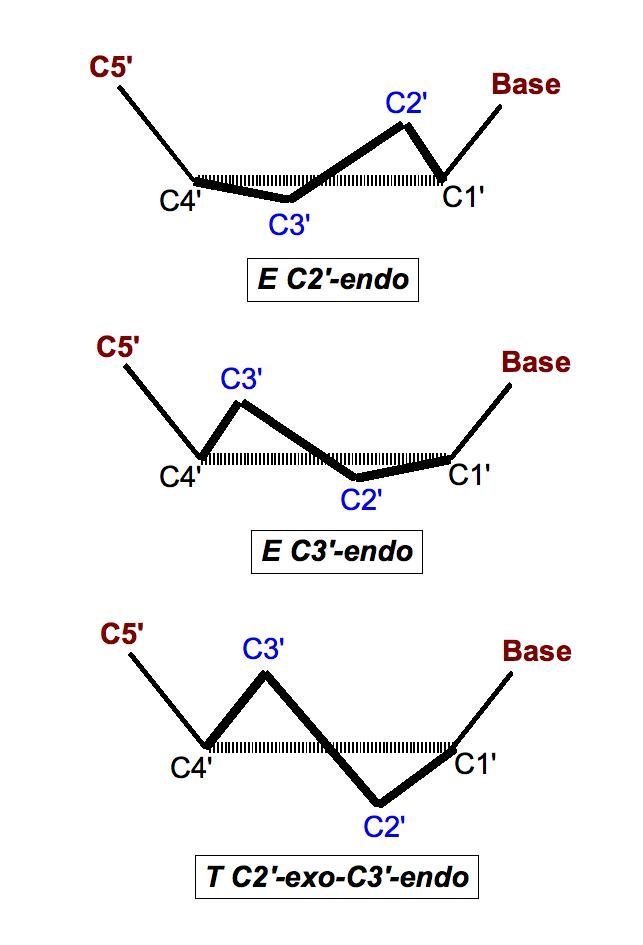
C2'-эндо- и C3'-эндоконформации сахаров

Ещё одной особенностью Z-ДНК является чередование конформаций нуклеотидных остатков. Дезоксицитидин находится в стандартной конформации: сахар в С2'-эндоконформации (см. рис.), а основание — в анти-конформации (то есть основание повёрнуто в сторону, противоположную гидроксильной группе при пятом атоме углерода; в таком положении находятся основания в полинуклеотидной цепи). У дезоксигуанозина сахар находится в С3'-эндоконформации, а основание имеет крайне нетипичную син-конформацию.
Стэкинг оснований в Z-ДНК обладает новыми, присущими лишь этой форме свойствами. Так, стэкинговые взаимодействия имеются только между остатками цитозина противоположных цепей, а остатки гуанина вообще не взаимодействуют друг с другом.
Фосфаты в Z-ДНК не эквивалентны друг другу и удалены на различные расстояния от оси спирали; для гуаниновых нуклеотидов это расстояние равно 0,62 нм, а для цитозиновых — 0,76 нм. При этом соседние сахара «смотрят» в противоположные стороны, и из-за этого линия, последовательно соединяющая атомы фосфора в цепи, становится зигзагообразной (отсюда название — Z-ДНК).
Структура Z-ДНК сложна для изучения, потому что она практически не существует в стабильной форме двойной спирали. Напротив, левозакрученная спираль Z-ДНК является временной структурой, появляющейся в результате биологической активности и быстро исчезающей.

Оси спирали A-, B- и Z-ДНК. Конформации сахаров и оснований указаны для Z-ДНК

### Переход из В-ДНК в Z-ДНК
Как уже говорилось, В- и Z-формы способны переходить друг в друга. Это происходит при изменении ионной силы раствора или концентрации катионов, нейтрализующих отрицательный заряд фосфодиэфирного каркаса. При этом для перехода нет необходимости для расхождения цепей, он инициируется разрывом водородных связей у нескольких пар оснований, после чего гуанин фиксируется в син-конформации, водородные связи восстанавливаются, и основания вновь образуют уотсон-криковские пары. Область перехода движется по спирали в виде петли.

### Предсказание структуры Z-ДНК
В настоящий момент возможно предсказать правдоподобную последовательность ДНК, находящейся в форме Z-ДНК. Алгоритм для предсказания склонности ДНК перестраиваться из В-формы в Z-форму, ZHunt, был написан в 1984 году д-ром P. Shing Ho из Массачусеткого технологического института. Позже этот алгоритм был развит Трейси Кэмп и коллегами для определения мест образования Z-ДНК во всём геноме.
Алгоритм ZHunt доступен по ссылке Z-Hunt online.

## Биологическое значение
Z-ДНК обнаружены у представителей всех трёх доменов жизни: архей (в частности, у галоархей), бактерий и эукариот. Пока чётких биологических функций Z-ДНК не определено, однако предположительно она участвует в регуляции экспрессии генов на уровне транскрипции. Действительно, достоверно известно, что с регуляцией экспрессии генов у эукариот связана последовательность dm5-dG, которая в физиологических условиях находится в форме Z-ДНК. Эта регуляция может быть опосредована сверхспирализацией, связыванием с белками, специфическим к Z-ДНК, определёнными катионами типа спермидина и метилированием дезоксицитидина.
Предположение о том, что Z-ДНК обеспечивает сверхспирализацию ДНК во время транскрипции, подтверждается тем, что потенциал к образованию Z-форм обнаруживается на участках, задействованных в активной транскрипции. Была показана связь мест образования Z-ДНК в генах 22-й хромосомы человека и известных для них сайтов начала транскрипции.
Z-ДНК образуется после начала транскрипции. Первый домен, связывающийся с Z-ДНК и имеющий к ней большое сродство, был обнаружен у фермента ADAR1 (РНК-специфической аденозиндеаминазы) (этот домен получил название Z-альфа домена). Кристаллографические исследования и исследования, проведённые методом ядерного магнитного резонанса, подтвердили, что этот домен связывает Z-ДНК вне зависимости от её последовательности нуклеотидов. Схожие участки были обнаружены в некоторых других белках, гомологичных ADAR1. Идентификация Z-альфа домена легла в основу характеризации Z-РНК и соединения B- с Z-ДНК. Исследования показали, что домен ADAR1, связывающий Z-ДНК, позволяет этому ферменту локализоваться в местах активной транскрипции, где он и выполняет свою функцию — изменяет последовательность новообразованной РНК.
В 2003 году биофизик Александр Рич из Массачусетского технологического института заметил, что фактор вирулентности поксвируса, называемый E3L, имеет Z-альфа-родственный участок, схожий с белком млекопитающих, связывающим Z-ДНК. В 2005 году Рич и коллеги выяснили, какое значение E3L имеет для поксвируса. При экспрессии генов E3L вызывает повышение транскрипции нескольких генов хозяйской клетки от 5 до 10 раз, причём эти гены блокируют способность клеток к саморазрушению (апоптозу) как к защитной реакции против инфекции.
Рич предположил, что Z-ДНК необходима для транскрипции и E3L стабилизирует Z-ДНК, таким образом увеличивая экспрессию антиапоптических генов. Он также выдвинул идею, что малые молекулы могут связываться с E3L, препятствуя соединению этого белка с Z-ДНК, и в итоге мешают экспрессии антиапоптозных генов. Потенциально это может быть использовано в основе метода защиты от оспы, вызываемой поксвирусами.
С помощью антител к Z-ДНК эта форма ДНК была обнаружена в междисковых областях политенных хромосом. Дело в том, что нуклеосомы имеются только у В-ДНК, а переход в Z-форму разрушает структуру нуклеосомы и, следовательно, состоящего из нуклеосом хроматина. В связи с этим предполагается, что Z-форма может выполнять какую-то регуляторную роль, тем более, переход В → Z обратим.
Установлено, что токсический эффект бромистого этидия на трипаносомы связан с переходом их кинетопластной ДНК в Z-форму. Этот эффект обусловлен интеркаляцией EtBr в ДНК, из-за чего ДНК теряет свою нативную структуру, расплетается, переходит в Z-форму и из-за этого становится неспособной к репликации.

## Сравнение геометрических параметров некоторых форм ДНК

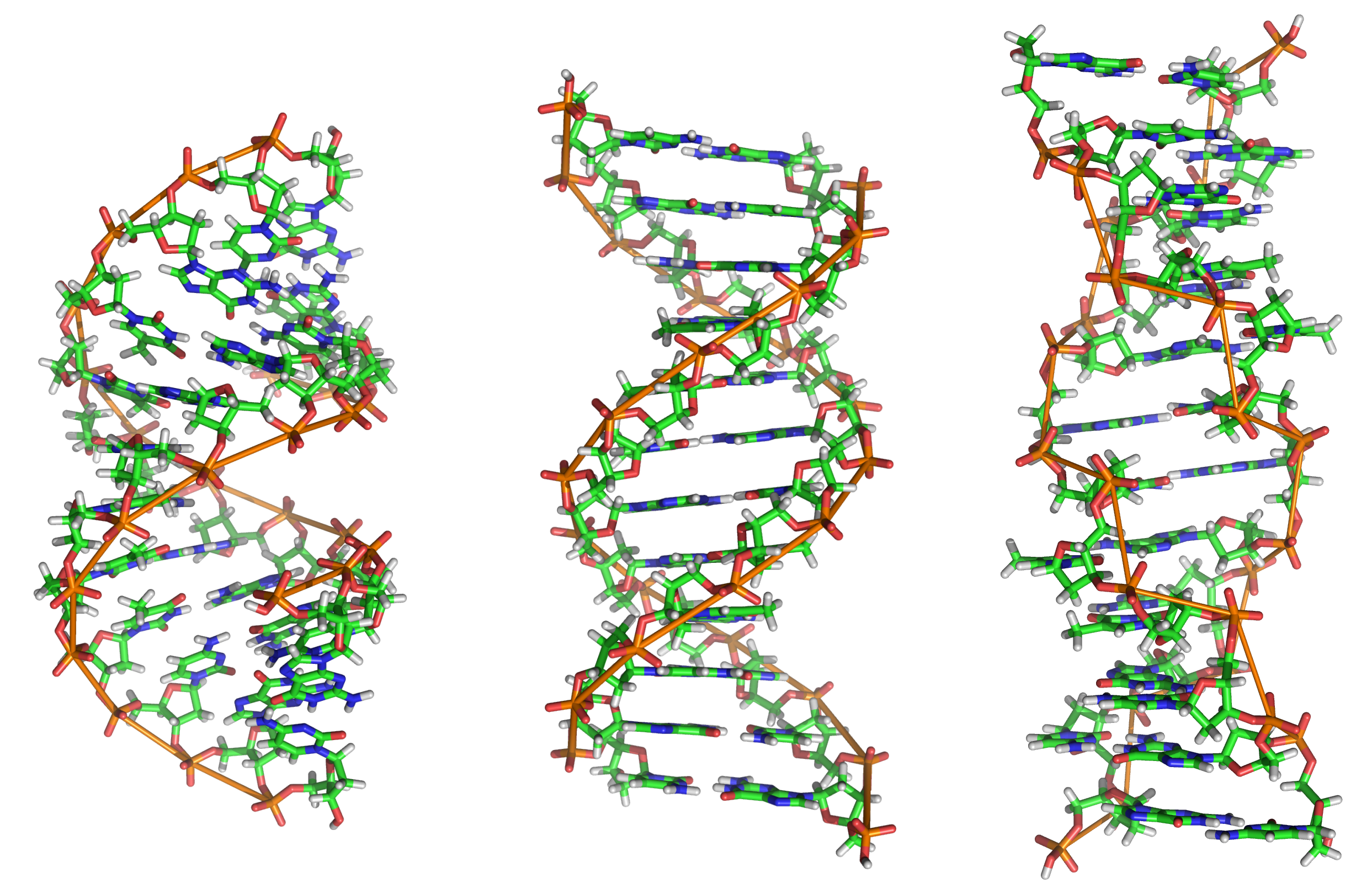
Пространственная структура А-, В- и Z-ДНК

| Геометрический параметр            | A-форма                  | B-форма           | Z-форма                  |
| ---------------------------------- | ------------------------ | ----------------- | ------------------------ |
| Направление                        | правозакрученная         | правозакрученная  | левозакрученная          |
| Единица повтора                    | 1 пара оснований (п. о.) | 1 п. о.           | 2 п. о.                  |
| Оборот (в градусах)                | 32,7°                    | 35,9°             | 60°/2                    |
| Изгиб                              | 11 п. о.                 | 10,5 п. о.        | 12 п. о.                 |
| Расположение п.о. относительно оси | +19°                     | −1.2°             | −9°                      |
| Подъём вдоль оси                   | 2,3 Å (0,23 нм)          | 3,32 Å (0,332 нм) | 3,8 Å (0,38 нм)          |
| Наклон                             | 28,2 Å (2,82 нм)         | 33,2 Å (3,32 нм)  | 45,6 Å (4,56 нм)         |
| Скрученность                       | +18°                     | +16°              | 0°                       |
| Конформация основания              | анти-                    | анти-             | C: анти-, G: син-        |
| Конформация сахара                 | C3'-эндо                 | C2'-эндо          | C: C2'-эндо, G: C3'-эндо |
| Диаметр                            | 23 Å (2,3 нм)            | 20 Å (2,0 нм)     | 18 Å (1,8 нм)            |
| Источники:                         |                          |                   |                          |